# ژان چهارم

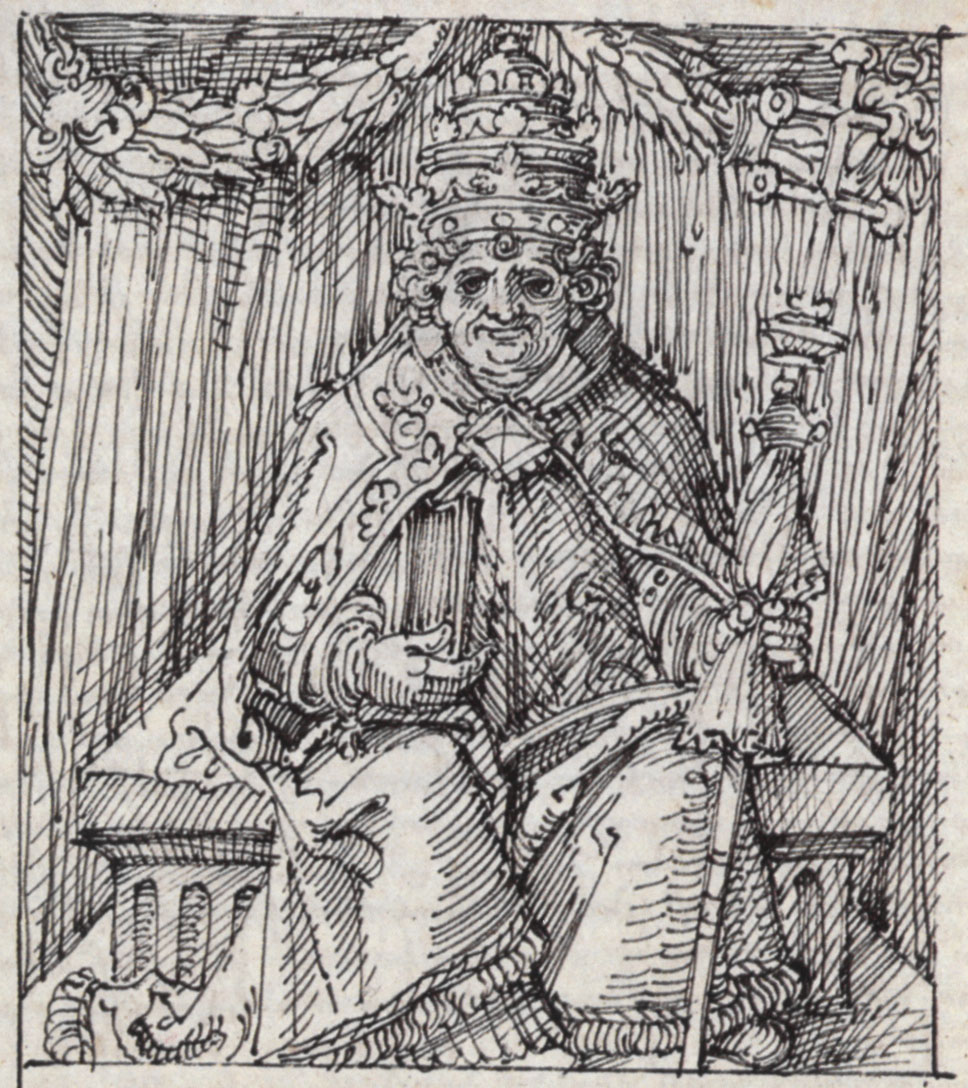

پاپ ژان چهارم (به انگلیسی: Pope John IV) یکی از پاپ‌های کلیسای کاتولیک رم بود که بین سال‌های ۶۴۰ تا ۶۴۲ میلادی پاپ بود.